# 山川雄巳
山川 雄巳（やまかわ かつみ、1932年7月9日 - 2002年11月24日）は、日本の政治学者。
徳島市生まれ。1951年、京都大学工学部に入学するが、1954年、法学部転部。1960年、関西大学法学部助手・助教授・教授を歴任。1981年10月から1982年9月まで法学部長および、1993年10月から1994年9月まで大学院部長を務めた。
1975年から1977年まで、日本平和学会副理事長のほか、日本政治学会、日本選挙学会理事などを歴任。日本公共政策学会の創立発起人の一人で、1996年6月、初代事務局長に就任。1998年6月には、二代目会長に就任。

## 著書

### 単著
- 『政治体系理論』（有信堂、1968年）
- 『アメリカ政治学研究』（世界思想社、1977年）
- 『政策過程論』(蒼林社、1980年）
- 『政治学概論』(有斐閣ブックス)（有斐閣、1986年／第2版, 1994年）
- 『政策とリーダーシップ』（関西大学出版部、1993年）
- 『シリーズ21世紀の政治学 数理と政治』（新評論、1998年）

### 共著
- （三宅一郎）『アメリカのデモクラシー――その栄光と苦悩』（有斐閣［有斐閣選書］、1982年）

### 訳書
- カール・レーヴェンシュタイン『現代憲法論』(有信堂、1967年、阿部照哉と共訳）
- デイヴィッド・イーストン『政治体系――政治学の状態への探求』（ぺりかん社, 1976年）
- カール・レーヴェンシュタイン『現代憲法論――政治権力と統治過程　新訂版』(有信堂、1986年、阿部照哉と共訳）
- デイヴィッド・イーストン『政治構造の分析』（ミネルヴァ書房、1998年3月）